# Romanistán

Romská vlajka, hypotetická vlajka Romanistánu

Romanistán je název navrhovaného státu pro romský národ. 

## Návrhy
Ve 20. a 30. letech 20. století se několikrát objevily návrhy na vytvoření autonomního romského státu na území Sovětského svazu. Tyto snahy však byly opuštěny v letech 1936–1937. V počátcích 50. let romští představitelé podali petici Organizaci spojených národů s žádostí o vytvoření vlastního státu, ale jejich žádost byla zamítnuta. Myšlenku na vznik romské samosprávné oblasti krátce zvažoval i vůdce socialistické Jugoslávie Josip Broz Tito, který ji plánoval v oblasti dnešní Severní Makedonie, tento plán ale také nebyl realizován. Na tuto myšlenku navázali začátkem 90. let vůdci strany známé jako Strana za úplnou emancipaci Romů (makedonsky Партија за целосна еманципација на Ромите од Македонија, Partija za cjelosna emancipacija na Romite od Makedonija) sídlící v Šuto Orizari, vytvoření autonomní oblasti pro Romy však nebylo prosazeno.
Vzhledem k jihoasijskému původu Romů byl Romanistán v některých představách situován i do jižní Asie, konkrétně na indický subkontinent.